# Paulista Futebol Clube
El Paulista Futebol Clube és un club de futbol brasiler de la ciutat de Jundiaí a l'estat de São Paulo.

## Història
El 1903, els treballadors de la Companhia Paulista de Estradas de Ferro (Companyia de Ferrocarril de São Paulo) fundaren el Jundiahy Football Club. El 1908 el club desaparegué. Simpatitzants i jugadors del desaparegut club van fundar el 17 de maig de 1909 el Paulista Futebol Clube. L'any 2005 guanyà la Copa brasilera de futbol, el seu títol més destacat, i que li permeté participar el següent any a la Copa Libertadores.
Durant els anys 1990 ha tingut diversos noms:
- 1909: Paulista Futebol Clube
- 1995: Lousano Paulista
- 1999: Etti Jundiaí
- 2002: Jundiaí
- 2003: Paulista Futebol Clube

## Palmarès
- Copa brasilera de futbol:
  - 2005
- Tercera divisió brasilera de futbol:
  - 2001
- Campionat paulista A2:
  - 1968, 2001
- Copa Paulista:
  - 1999, 2010, 2011

## Jugadors destacats
- Biro-Biro
- Cristian
- Edu Lima
- Marcinho
- Márcio Mossoró
- Nenê
- Neto
- Réver
- Toninho Cerezo
- Vágner Mancini
- Victor
- Walter Casagrande
- Doni

## Copa de Brasil 2005
Paulista guanyà la Copa do Brasil 2005 jugant els partits següents:
| Ronda           | Partit                   | Anada | Tornada          |
| --------------- | ------------------------ | ----- | ---------------- |
| Primera ronda   | Paulista - Juventude     | 1-0   | 1-1              |
| Segona ronda    | Paulista - Botafogo      | 1-1   | 2-2              |
| Tercera ronda   | Internacional - Paulista | 1-0   | 0-1 (2-4 penals) |
| Quarts de final | Figueirense - Paulista   | 1-0   | 0-1 (1-3 penals) |
| Semifinals      | Paulista - Cruzeiro      | 3-1   | 2-3              |
| Final           | Paulista - Fluminense    | 2-0   | 0-0              |